# Соломон III (епископ Констанца)
Соломон III Констанцский (нем. Salomo III. von Konstanz, ок. 860—919/920) — влиятельный церковный и политический деятель эпохи раннего Средневековья, канцлер при королях Людовике Дитяти и Конраде I, епископ Констанца и аббат Санкт-Галлена в период с 890 по 919/920 годы.
Соломон III был внучатым племянником констанцского епископа Соломона I (†871) и, вероятно, близким родственником Соломона II; его брат Вальдо (†906) был епископом Фрайзинга.
Получив образование в монастырской школе Санкт-Галлена, где его учителем был, в том числе, Ноткер Заика, он был в 884, или в 885 году посвящён в диаконы, и через посредство своего брата Вальдо — архикапеллана Карла III, принят в придворную капеллу, где он близко сошёлся с будущим архиепископом Майнца Хатто. Оставшись при франкском императорском дворе, он занимал поочерёдно должности нотариуса, либо канцлера Карла III, капеллана Арнульфа (в октябре 889) и канцлера Людвига Дитяти и Конрада I.
В 890 году король Арнульф, желая укрепить своё влияние в Швабии, назначил его епископом Констанца и аббатом Санкт-Галлена, хотя это шло вразрез с правом монастырского конвента свободно избирать своего предстоятеля.
В качестве аббата он сумел добиться подтверждения привилегий монастыря не только от короля Арнульфа и его наследников, но также и от папы Сергия III (8 марта 904 года). Ему в заслугу ставят также многочисленные пожертвования аббатству и реформу управления монастырскими наделами (уменьшение числа ландфогтов). Кроме прочего, он всячески поощрял искусства и науки: Evangelium Longum и энциклопедия Vocabularium Salomonis являются одними из самых значимых произведений этого времени.
В качестве епископа, он был заказчиком перестройки епископского пфальца (дворца) и перенесения мощей святого Пелагия из итальянской Эмоны в Констанц, а также основания коллегиального капитула при констанцской церкви святого Стефана Первомученика.
Стоявший на позициях централизма, он понимал себя как представитель королевской власти в Швабии, что сделало его активным участником борьбы за титул швабского герцога. Так, по всей видимости, Бурхард I и его брат Адальберт, граф Тургау, были в 911 году обвинены в узурпации власти и казнены именно по настоянию епископа Соломона. Спустя 3 года, с возвращением Бурхарда II, сына казнённого Бурхарда I, объединившегося с пфальцграфом Швабии Эрхангером, борьба вспыхнула вновь, в 915 году обернувшись для епископа военным поражением при Вальвисе (нем. Wahlwies; в настоящее время — в составе города Штоках) и унизительным пленом. Кроме того, Эрхангер был провозглашён герцогом Швабии. И хотя церковный синод 916 года, созванный в Хоэнальтхайме по инициативе короля Конрада I, осудил Эрхангера и его сподвижников на пожизненное монастырское заключение с конфискацией всех владений, политическое влияние Соломона III на имперскую политику вскоре сошло на нет вместе со смертью короля Конрада.